# 拉维勒迪约迪克兰
拉维勒迪约迪克兰（法語：La Villedieu-du-Clain，法語發音：[la vildjø dy klɛ̃]）是法国新阿基坦大区维埃纳省的一个市镇，属于普瓦捷区。

## 地理
拉维勒迪约迪克兰（46°27'20"N, 0°22'6"E）面积7.16 平方千米，位于法国新阿基坦大区维埃纳省，该省份为法国中西部省份，北起曼恩-卢瓦尔省和安德尔-卢瓦尔省，西接德塞夫勒省，南至夏朗德省，东南接上维埃纳省，东临安德尔省。
与拉维勒迪约迪克兰接壤的市镇（或旧市镇、城区）包括：阿洛讷、日宰、尼约伊莱斯普瓦尔、努阿耶莫佩尔蒂、罗什普雷马里-昂迪耶。

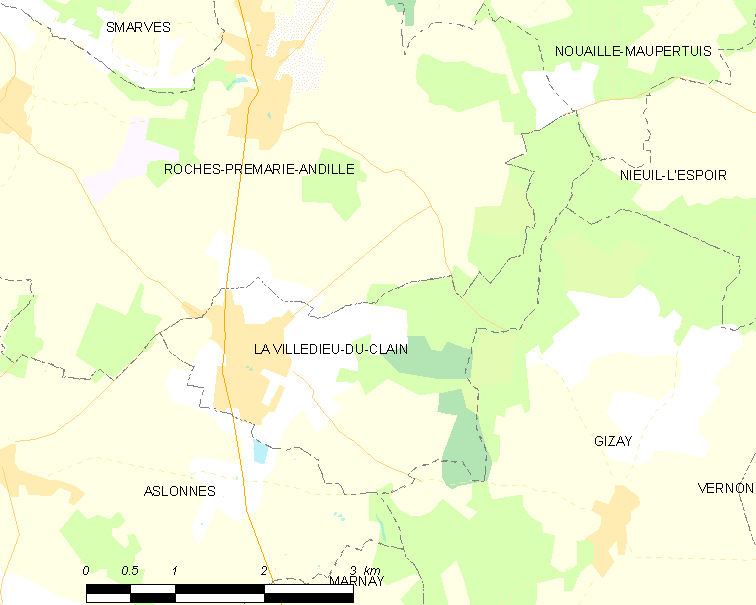
拉维勒迪约迪克兰的OSM定位图

拉维勒迪约迪克兰的时区为UTC+01:00、UTC+02:00（夏令时）。

## 行政
拉维勒迪约迪克兰的邮政编码为86340，INSEE市镇编码为86290。

## 政治
拉维勒迪约迪克兰所属的省级选区为维沃讷县。

## 人口

1962-2008年间拉维勒迪约迪克兰人口变化图示

拉维勒迪约迪克兰于2022年1月1日时的人口数量为1526人。